# اوبورن
اوبورن (به انگلیسی: Oborne) یک روستا و محله مدنی در بریتانیا است که در West Dorset واقع شده‌است. اوبورن ۱۰۱ نفر جمعیت دارد.